# Цифров юан
Цифровият юан е цифрова валута, издавана от Китайската централна банка.

## Описание
През 2020 г. в Китай зпочва масово тестване на новата технология в определени градове. Идеята е гражданите да могат да се разплащат по-лесно и удобно, без да използват хартиени пари. Според експерти нарастващата популярност на цифровия юан може да засили още повече световното влияние на Китай и една от причините е, че няма никакви ограничения валутата да се ползва и извън страната.